# Станкевич, Дмитрий Геннадиевич
Станкевич Дмитрий Геннадиевич (укр. Станкевич Дмитро Геннадійович; род. 1956) — советский и украинский астроном, специалист по компьютерному моделированию рассеяния света реголитами планет и Луны, а также цифровой обработки астрономических изображений. Лауреат Государственной премия УССР (1986).

## Биография
В 1978 году окончил Харьковский государственный университет. Работал в Институте радиофизики и электроники Академии наук УССР над разработкой программного и аппаратного обеспечения средств цифровой обработки астрономических и космических изображений. За эти работы получил Государственную премию УССР в области науки и техники 1986 года.
В 1988 перешел на работу в Харьковский университет. Продолжил исследования по обработке астрономических и космических изображений, работал над вопросами рассеяния света поверхностями космических тел. В 1989 году защитил кандидатскую диссертацию «Исследование поверхности Венеры методами цифровой обработки изображений».
С 2001 работает доцентом кафедры астрономии физического факультета ХНУ, преподает общую астрономию, теоретическую астрофизику, компьютерные технологии в астрономии. Руководит бакалаврскими и магистерскими дипломными работами студентов, научно-исследовательскими работами школьников в Малой академии наук, читает научно-популярные лекции.

## Награды
- Государственная премия Украинской ССР в области науки и техники за цикл работ «Аналоговая и цифровая обработка астрономических изображений» (1986)[2]